# Per Weihrauch
Per Weihrauch  (født 3. juli 1988, død oktober 2020) var en dansk fodboldspiller der spillede i den danske 2. division øst for KB. Han kom til engelske Chelsea FC i 2005, efter at have spillet på AFC Ajax' talentskole.
Per Weihrauchs karriere stoppede i 2008, da han blev erklæret fodboldinvalid.
Han var dog i 2009 ved at komme tilbage til fodbolden og genoptog karrieren i KB. Weihrauch blev fundet død i sin bolig i oktober 2020.